# Горная промышленность Бурятии

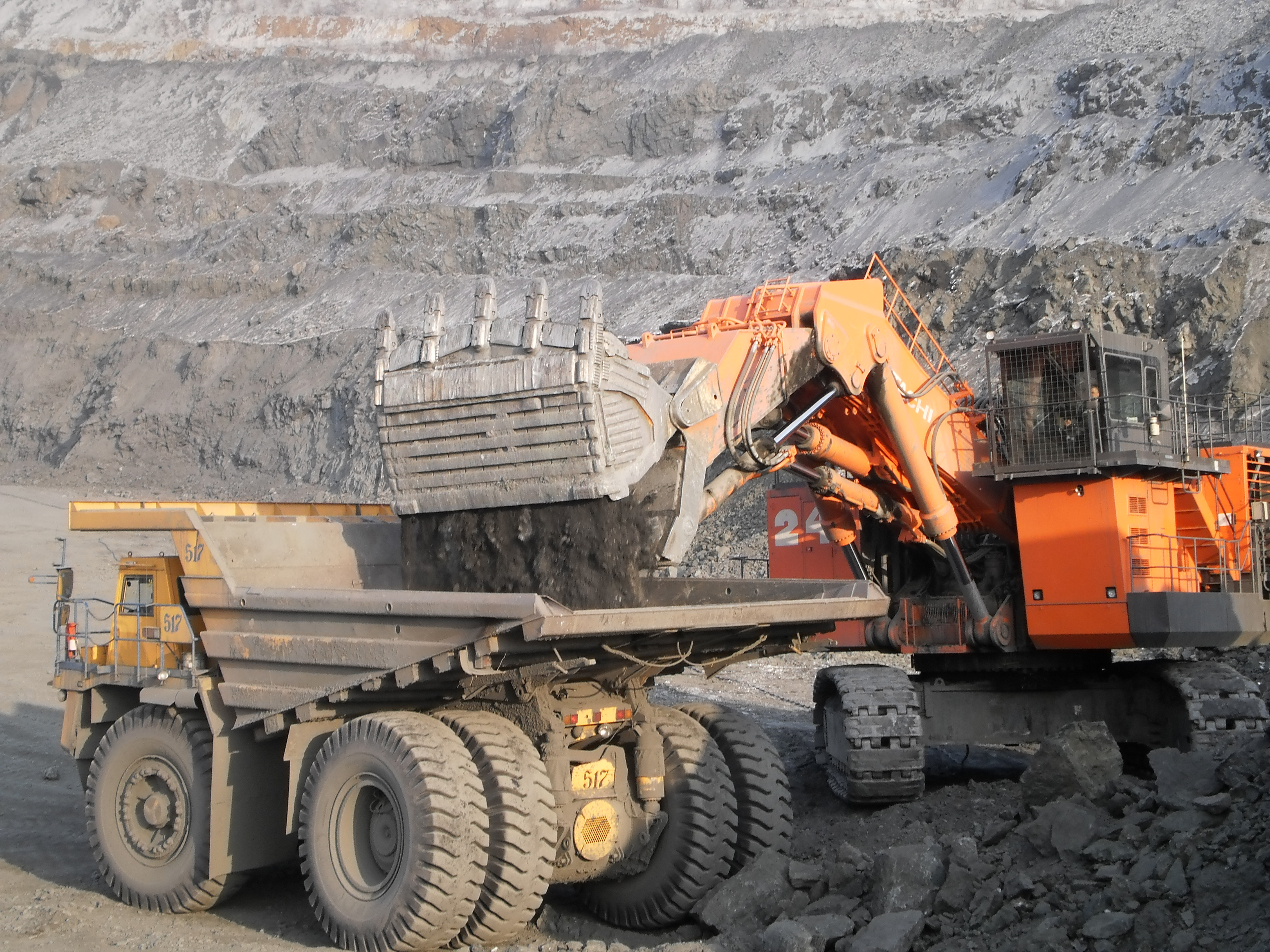
Погрузка породы

Горнодобыва́ющая промы́шленность Буря́тии является одной из важнейших отраслей промышленности Республики Бурятия.
Большая площадь региона, превышающая территории таких стран как Германия, Италия или Великобритания, а также нахождение Бурятии в зоне Байкальского тектонического разлома обусловили богатство республики полезными ископаемыми.

## Золотодобывающая отрасль

### История
В 1843 году указом правительства была разрешена добыча золота частным предпринимателям в западном Забайкалье, в Верхнеудинском округе, в который в то время входила Витимская тайга, с взиманием натурой в пользу Кабинета при добыче золота до двух пудов в год — 5 %, от двух по пяти пудов — 10 %, свыше пяти пудов — 15 %. Добыча золота в Бурятии началась в Баргузинской тайге в 1844 году работами на прииске Иннокентьевском, на реке Бугарихта (бассейн Ципы) и Мариинском, на ручье Байчикане, впадающем в реку Толой в системе реки Ципикан. На этих двух приисках в 1844 году был промыт 1031 пуд песков и добыто золота 7 золотников 9 долей (30 граммов 260 миллиграммов). Первые сведения о золотоносных россыпях, обнаруженных по реке Бамбуйка, относятся к 1856 году и связаны с именем горного инженера В. М. Буйвита. Им были обнаружены россыпи в долинах ключей Телешмы и Житонды.
К 1861 году в Западно-Забайкальском горном округе насчитывалось 11 золотопромышленных компаний, имеющих в общей сложности 25 приисков. Из них 15 приисков приходилось на долю Баргузинского округа.
В советские годы золотодобыча велась почти исключительно из россыпей и не превышала 1,5-2 тонн в год.

### Основная характеристика
Золотодобыча — одна из основных статей доходов в бюджет Бурятии. Геологами на её территории выявлено более 300 месторождений этого драгоценного металла. В целом по республике на 01.01.2021 г. запасы золота составляют 141,2 тонн, апробированные прогнозные ресурсы рудного золота оцениваются ещё в 2309 тонн. По уровню добычи золота Бурятия занимает 9 место в России и третье место в Сибирском федеральном округе.

### Современное состояние золотодобывающей отрасли

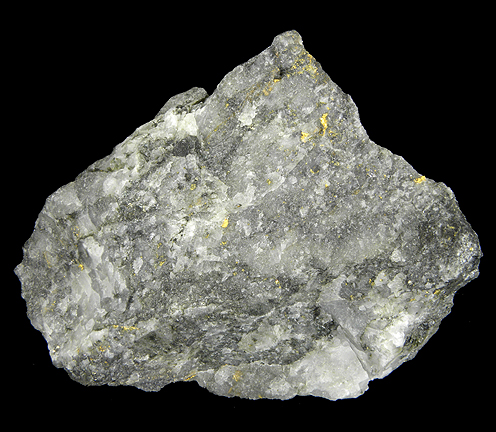
Богатая золото-кварцевая руда

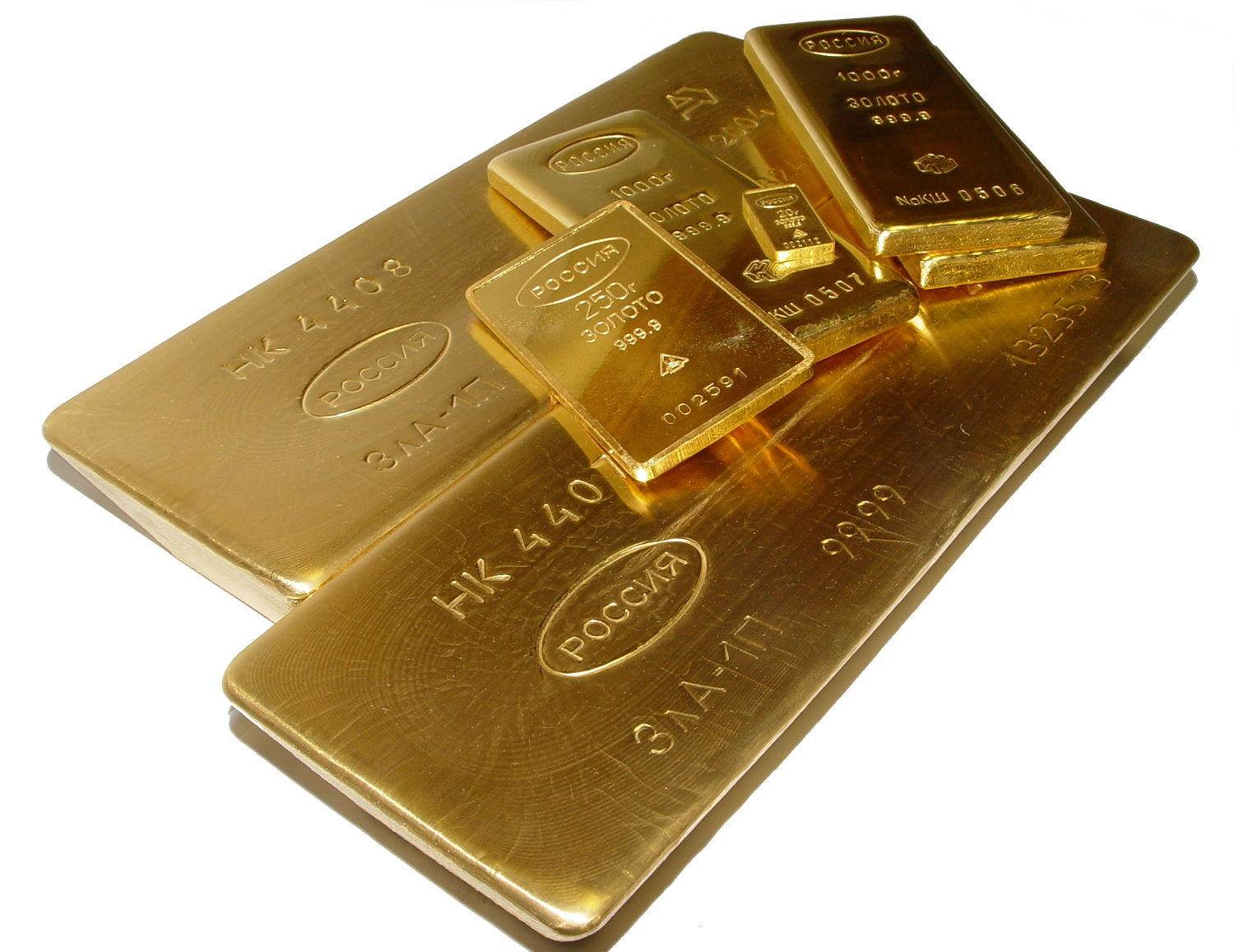
Золото в слитках

C вводом в эксплуатацию рудника «Холбинский» и образования организации ОАО «Бурятзолото» уровень добычи рудного золота начал увеличиваться на 150—600 кг ежегодно. В 2000 г. прирост достиг максимума — 1000 кг. В период с 2000 г. по 2008 г. соотношение добычи рудного и россыпного золота изменилось — с 61 % и 39 % до 80 % и 20 %, соответственно. В настоящее время в Бурятии большая основная часть золота добывается из коренных месторождений. Добыча золота ведётся в шести районах республики, преимущественно в Окинском, Баунтовском и Муйском районах.
- Основные золотоносные рудники и прииски Бурятии (на 2009 г.):
  - Ирокинда (добыча — 2 329 кг[6])
  - Холбинский (Самартинский) (2 263 кг[6])
  - Кедровское (946 кг[7])
  - Прииск Ципиканский (233 кг[7])
  - Коневинское месторождение (221 кг)
- Основные золотодобывающие организации, работающие в Бурятии (на 2019 г.)[3]:
  - ПАО «Бурятзолото» (рудники «Ирокинда», «Холбинский») (добыча — 1461 кг)
  - ООО «Артель старателей Западная» (рудник «Кедровский») (1240 кг)
  - ООО «Прииск Ципиканский» (692 кг)
  - ООО «Кардинал» (343 кг)
  - ООО «Артель старателей Север» (118 кг)
  - ООО «Андреевский кочей» (150 кг)
  - ЗАО «Витимгеопром» (124 кг)

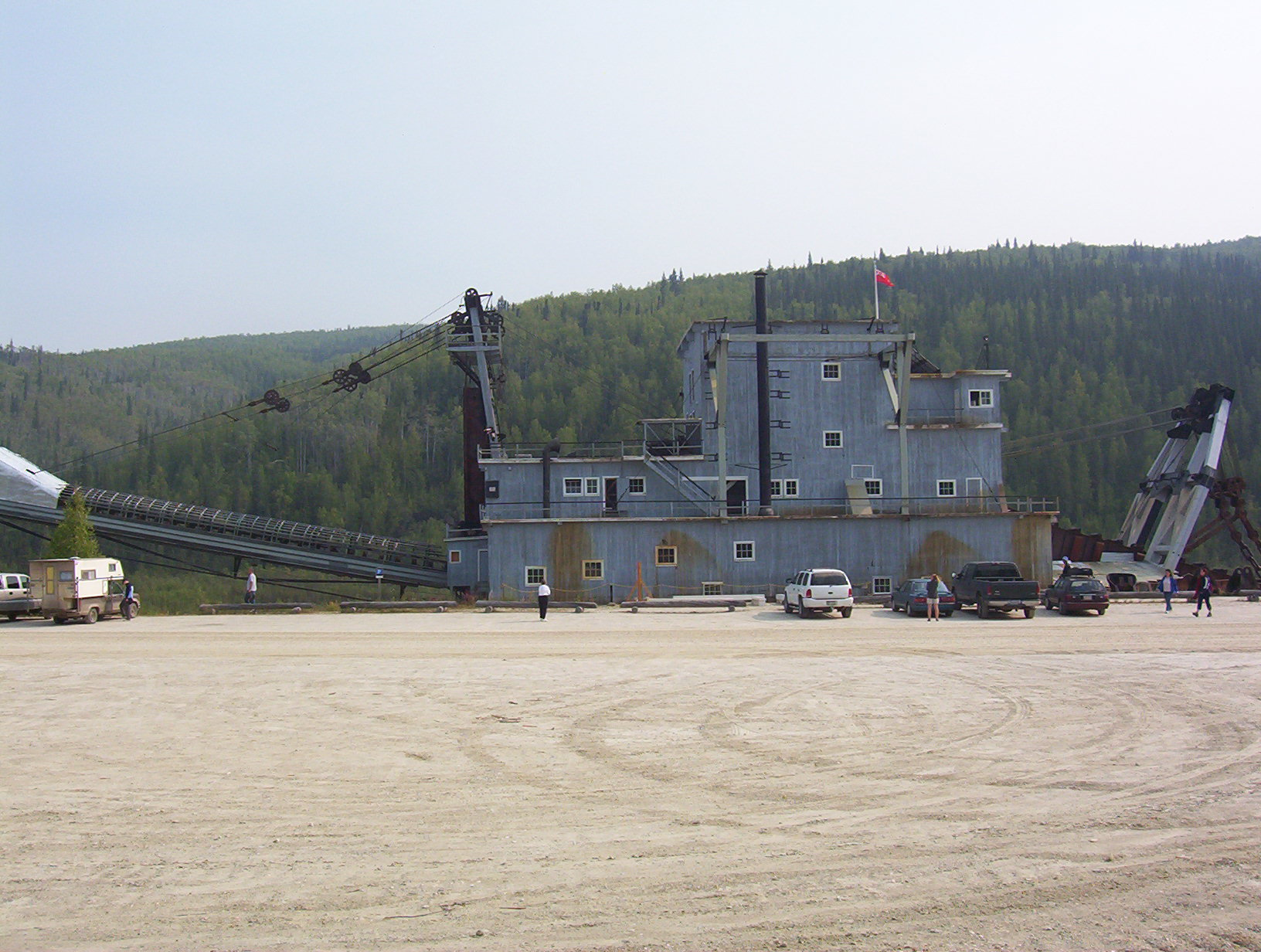
Драга

В целом, в золотодобывающей промышленности Бурятии наметилась устойчивая тенденция падения объёма добычи золота. Если уменьшение добычи из рудных месторождений проявлено относительно слабо (около 2 % в год), то ежегодное снижение добычи россыпного золота в среднем составляет 440 кг (15 — 36 %). Среди проблем, мешающих развитию золотодобычи, следует выделить следующие: 1)низкая обеспеченность золотодобывающих предприятий разведанными запасами. Большинство ранее разведанных месторождений (преимущественно в советский период) отработано. 2)невыгодность для предприятий вложения средств в поиски и разведку россыпей; разведка требуют существенных расходов с неоднозначным результатом.

## Угледобывающая отрасль
На территории Бурятии на балансе стоят 10 месторождений бурого и 4 месторождения каменного угля. Это 1,1 % балансовых запасов угля России, но добыча составляет лишь 0,1 % общероссийской. При достаточно крупной топливно-энергетической базе Бурятия вынуждена завозить, в основном для энергопроизводителей, около 3 млн т каменного угля и 1,5 млн т бурого угля ежегодно.
Добыча каменного угля
- Добыча каменного угля в Бурятии в 2009 г. составила 16,5 миллионов тонн. Из них на Тугнуйском разрезе добывается 8,5 млн тонн в год, на Никольском разрезе добывается около 8 млн тонн.

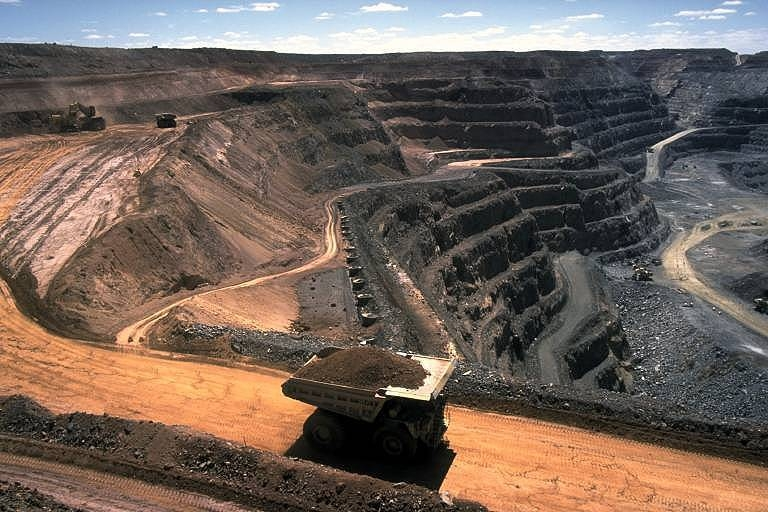
Угольный разрез

- - Разрез «Тугнуйский» -— одно из крупнейших в России предприятий по добыче каменного угля. Осуществляет разработку открытым способом Олонь-Шибирского каменноугольного месторождения, расположенного в Петровск-Забайкальском районе Забайкальского края и в Мухоршибирском районе Бурятии. Центральная часть месторождения находится в 90 км к юго-востоку от г. Улан-Удэ. Месторождение представлено 21 угольным пластом, из которых промышленное значение имеют четыре — № 6, 8, 15, 18. Основным рабочим пластом является пласт № 18 (64 % всех запасов). Глубина его залегания — от 3 до 169 метров. По данным геологоразведки, запасы каменного угля на Тугнуйском разрезе сегодня составляют 230 млн тонн. Решение о строительстве угольного разреза в долине Тугнуя было принято в 1981 году. ЦК КПСС и Совет Министров СССР тогда постановили, что строительство на границе Читинской области и Бурятии нового предприятия, производственной мощностью в 9 млн тонн в год, должно начаться в 1984 году. В назначенный срок на месте будущего разреза высадился первый десант строителей и через 5 лет с Олон-Шибирского месторождения была отгружена первая тонна угля. С 2001 по 2012 гг. показатели добычи на Тугнуйском разрезе выросли более чем в 2 раза — с 5,3 до 12,5 млн тонн угля в год. На разрезе построены обогатительная фабрика, мощностью 4,5 млн т в год, предназначенная для выпуска концентрата угля марки «Д» из рядовых углей разреза «Тугнуйский» и фабрика жидкой взрывчатки. Количество работающих на разрезе Тугнуйский составит 2,5 тыс. человек[9].
  - Разрез «Никольский». Общая площадь Никольского месторождения — 15 км², запасы — более 165 млн тонн угля[3]. Общие запасы каменного угля в месторождении составляют 274 млн т. В 2011 г. на разрезе начата промышленная добыча. Никольский разрез при выходе на проектную мощность к 2015 г. будет выдавать около 8 млн тонн угля в год. Численность работников на разрезе «Никольский» составляет 1,5 тыс. человек.

Добыча бурого угля

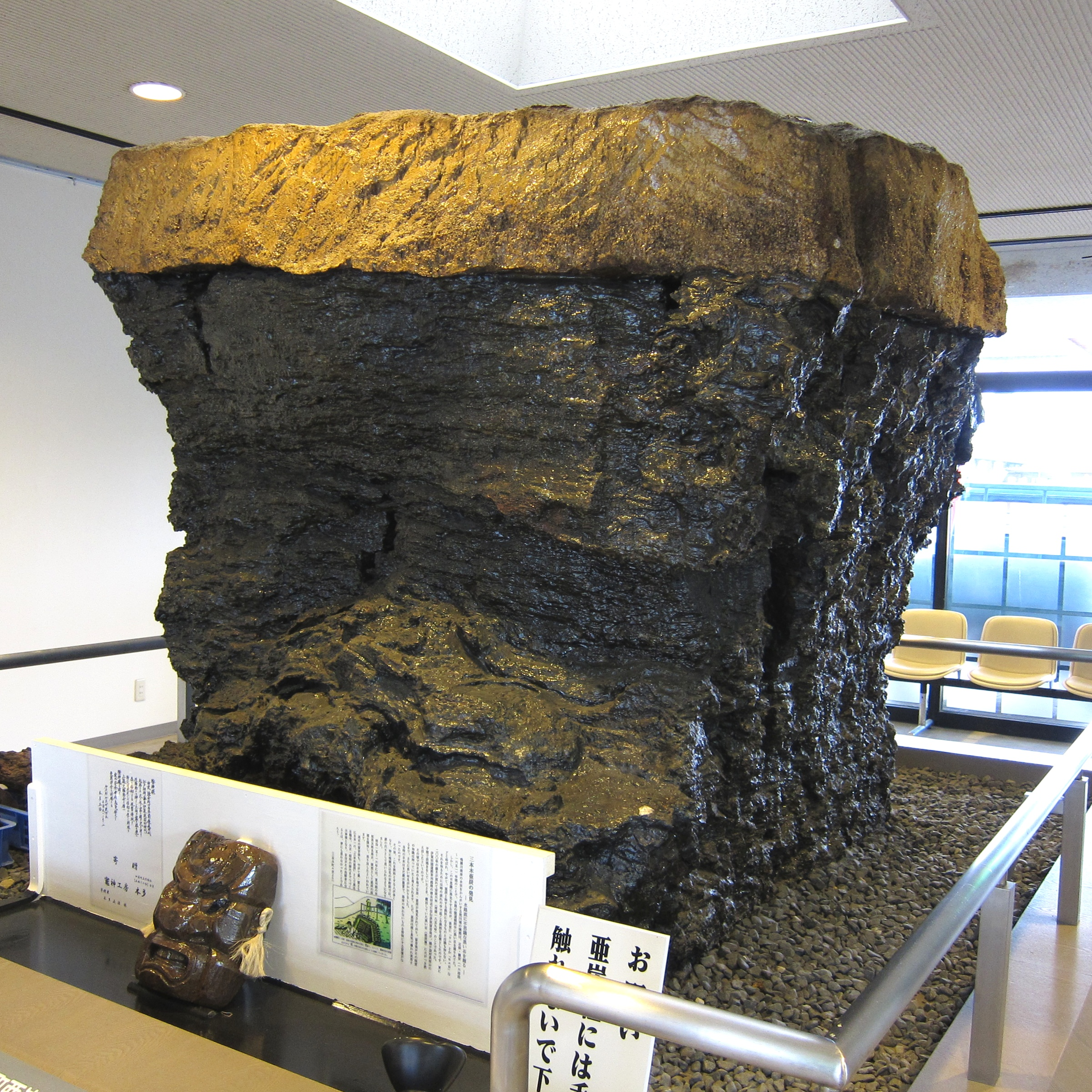
10-тонный кусок бурого угля в Музее бурого угля в Японии

- Добыча бурого угля в 2012 г. достигла 1,5 млн тонн[8]. В 2010 г. объёмы добычи бурого угля в Бурятии увеличились в два раза по сравнению с 2009 г. За анализируемый период добыто 882 тыс. тонн угля. Открытым способом разрабатываются Окино-Ключевское (Бичурский район), Талинское и Дабан-Горхонское (Еравнинский район), Загустайское (Селенгинский район), отдельные участки Гусиноозёрского (Селенгинский район) месторождений бурого угля. Основные буроугольные месторождения Бурятии — Окино-Ключевское (запасы угля на месторождении составляют 125,75 млн тонн), Гусиноозёрское (разведанные запасы 451 млн т), Ахаликское (запасы углей 1,1 млн т), Загустайское (1,0 млн т)[10].
  - Окино-Ключевский угольный разрез — угледобывающее предприятие на Окино-Ключевском месторождении, создано 10 сентября 2008 г. Суммарные балансовые запасы угля Окино-Ключевского месторождения по категориям А+В+С1 и С2 составляют около 200 млн тонн бурого угля. Проектный уровень добычи в 2 миллиона тонн натурального топлива должен быть достигнут в 2013 г. В 2013 году был подписан контракт на комплексную обработку Окино-Ключевского угольного разреза с ООО «Угольная компания Бурятии».
  - Гусиноозёрское буроугольное месторождение. Расположено в Селенгинском р-не, рядом с г. Гусиноозёрском. Разведанные запасы 451 млн т. Продуктивные отложения находятся на глуб. 75-180 м. Угли бурые с удельной теплотой сгорания 30 МДж/км и бурые[10]. Ср. годовая добыча до закрытия Гусиноозёрских шахт в 1997 г. св. 3 млн т в год. Уголь поставлялся на Гусиноозёрскую ГРЭС. В 1997 г. из-за низкого качества новых угольных пластов работа Гусиноозёрских шахт прекратилась.

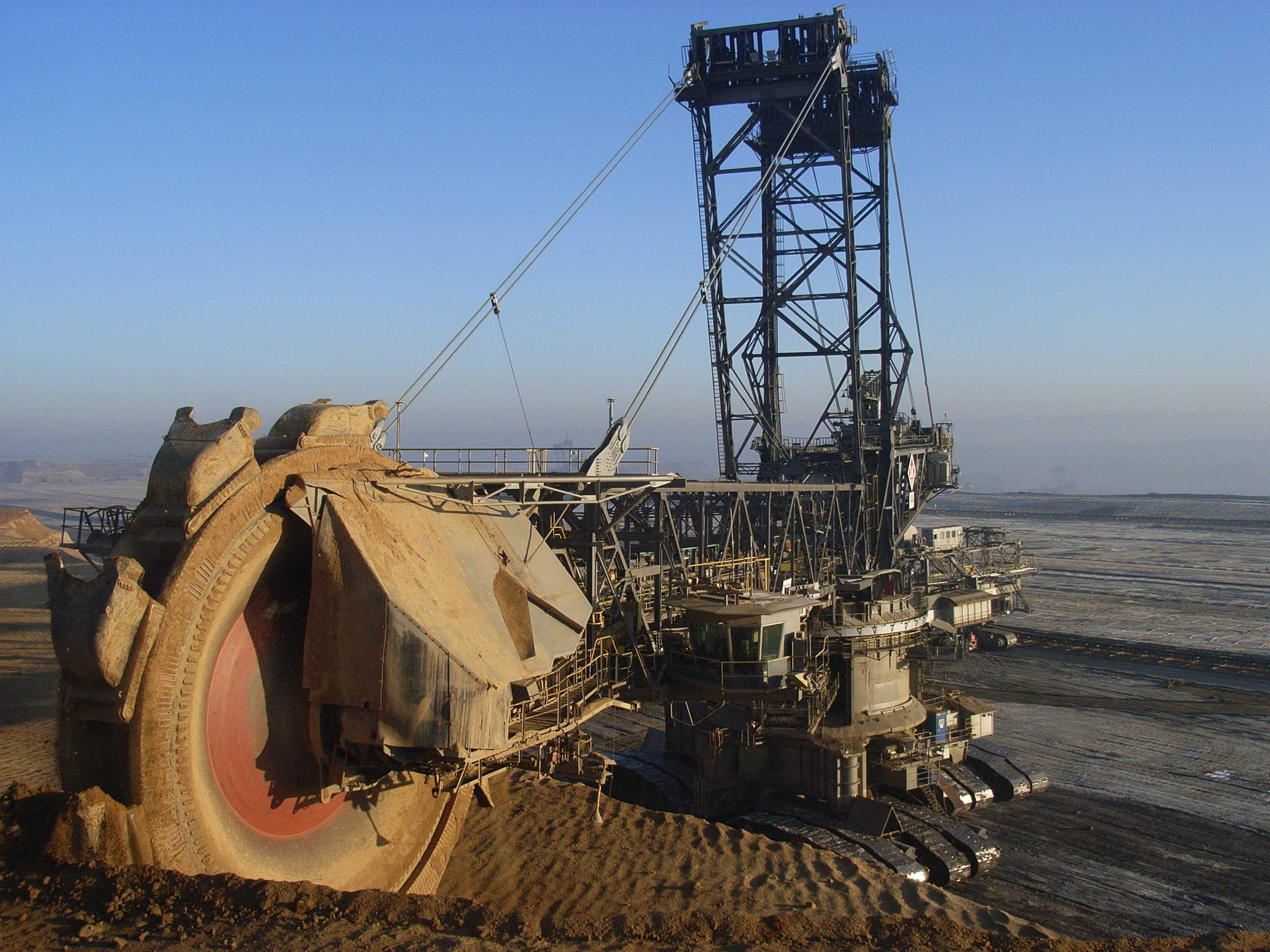
Роторный стреловой экскаватор

- - Разрез «Холбольджинский» расположен в Селенгинском районе. Начало освоения Холбольджинской угленосной площади — 1961—1962 гг. Разрез был запроектирован как предприятие по добыче бурых энергетических углей для Гусиноозёрской ГРЭС. Запасы бурого угля на 2005 г. оцениваются в 72 млн тонн. В 1978 году разрез «Холбольджинский» сдан в эксплуатацию. На погрузке угля в вагоны стали использоваться роторные экскаваторы ЭРГВ 630. В 1983 году комплексная бригада под руководством П. В. Балалаешникова установила рекорд автотранспортной вскрыши по Министерству угольной промышленности СССР — 420 тысяч кубометров за месяц. Наибольших показателей коллектив разреза добился в 1986 году с приходом большегрузных автомобилей БелАЗ-7517 грузоподъёмностью 110 тонн. 1986—1987 и 1989—1990 стали годами наибольших достижений по добыче угля — по 3 миллиона тонн в год. В конце 2000 г. Холбольджинский угольный разрез был закрыт. Причиной этому стала низкая рентабельность — себестоимость угля, добываемого на Холбольджинском разрезе, была в несколько раз выше, чем на Тугнуйском разрезе. Через 5 лет, в 2006 г. разрез был расконсервирован ООО «Угольная компания Баин-Зурхэ» с плановым доведением добычи до 3 млн т угля в год. В 2017 году ООО «Разрез "Баин-Зурхэ"» закрылся.
  - В Бурятии разрабатывается ряд малых месторождений для местных нужд. В Еравнинском районе ООО «Бурятуголь» отрабатывает Дабан-Горхонское месторождение в основном на нужды жилищно-коммунального хозяйства. В Закаменском районе ОАО «Закаменская ПМК» ведёт отработку Хара-Хужирского месторождения также в основном на нужды жилищно-коммунального хозяйства. Объём добычи на малых разрезах составляет 226 тыс. На Талинском месторождении разработан проект строительства угольного разреза. Ведутся вскрышные работы. В ближайшее время возможно вовлечение в эксплуатацию Бодонского буроугольного месторождения (Баргузинский район). В Кижингинском районе находится Манай-Ажильское месторождение. Труднодоступное Эландинское месторождение (Баунтовский район) представляет интерес из-за промышленных содержаний германия[11][12].

## Добыча цветных металлов
Основные месторождения цветных металлов в Бурятии — Озёрное, Холоднинское, Джидинское. Озёрное колчеданно-полиметаллическое месторожде́ние находится в Еравнинском районе, в 450 км от г. Улан-Удэ. Уникально по запасам свинца (1,6 млн т) и цинка (8,3 млн т) при их ср. содержаниях в руде 1,2 и 6,2 %. Элементы-примеси — кадмий, сурьма, мышьяк, серебро, таллий. В период 2008—2010 гг. построен горно-обогатительный комбинат и проектируется железнодорожная ветка Озерное-Могзон.

Минерал цинка сфалерит

 Холоднинское колчеданно-полиметаллических руд содержат промышленные концентрации свинца, цинка, серы и других ценных компонентов. Отношение Pb:Zn составляет 1:7. Проектировалась комбинированная система разработки: карьером до глубины 200—300 м с последовательным переходом на подземную добычу. Однако, в 2006 г. распоряжением правительства РФ были утверждены границы Центральной экологической зоны (ЦЭЗ) озера Байкал, в которых находится и Холоднинское месторождение, и где была запрещена любая хозяйственная деятельность. Добыча вольфрама на Джидинском месторождении в г.Закаменск прекращена в 1998 г. в связи с экономическим кризисом. В Кижингинском районе, около п. Новокижингинск, находится крупнейшее в России Ермаковское месторождение бериллия. Отличается уникально высокими содержаниями бериллия (более 1 %) и большим количеством бериллиевых минералов.
- Озерное месторождение полиметаллических руд — одно из самых крупных в мире. Входит в десятку крупнейших месторождений цинка в мире по запасам и качеству руды. Расположено в 140-ка километрах к северу от железнодорожной станции Могзон Транссибирской магистрали, в 30-ти километрах от федеральной автотрассы Улан-Удэ-Чита и в 60-ти километрах от посёлка Сосново-Озерское. Лицензия на освоение месторождения принадлежит ООО «Озёрное» (управляющая компания ООО «Озёрная горнорудная компания». Запасы Озёрного месторождения оценены по кодексу JORC в 157 млн тонн. Содержание металлов в руде — 5,2 % Zn и 1 % Pb. Кроме того, руда Озёрного месторождения содержит серебро в объёме 4,5 тысяч тонн[15].
- Холоднинское месторождение колчеданно-полиметаллических руд — расположено в Респ. Бурятии. Открыто в 1968 при геолого-геофизических работах. Изучение начато в 1969, предварительная и детальная разведка велась в 1973-84. Содержит промышленные концентрации свинца, цинка, серы и других ценных компонентов. Отношение Pb:Zn составляет 1:7. Проектировалась комбинированная система разработки: карьером до глубины 200—300 м с последовательным переходом на подземную добычу. Однако, в 2006 г. распоряжением правительства РФ были утверждены границы Центральной экологической зоны (ЦЭЗ) озера Байкал, в которых находится и Холоднинское месторождение, и где была запрещена любая хозяйственная деятельность.

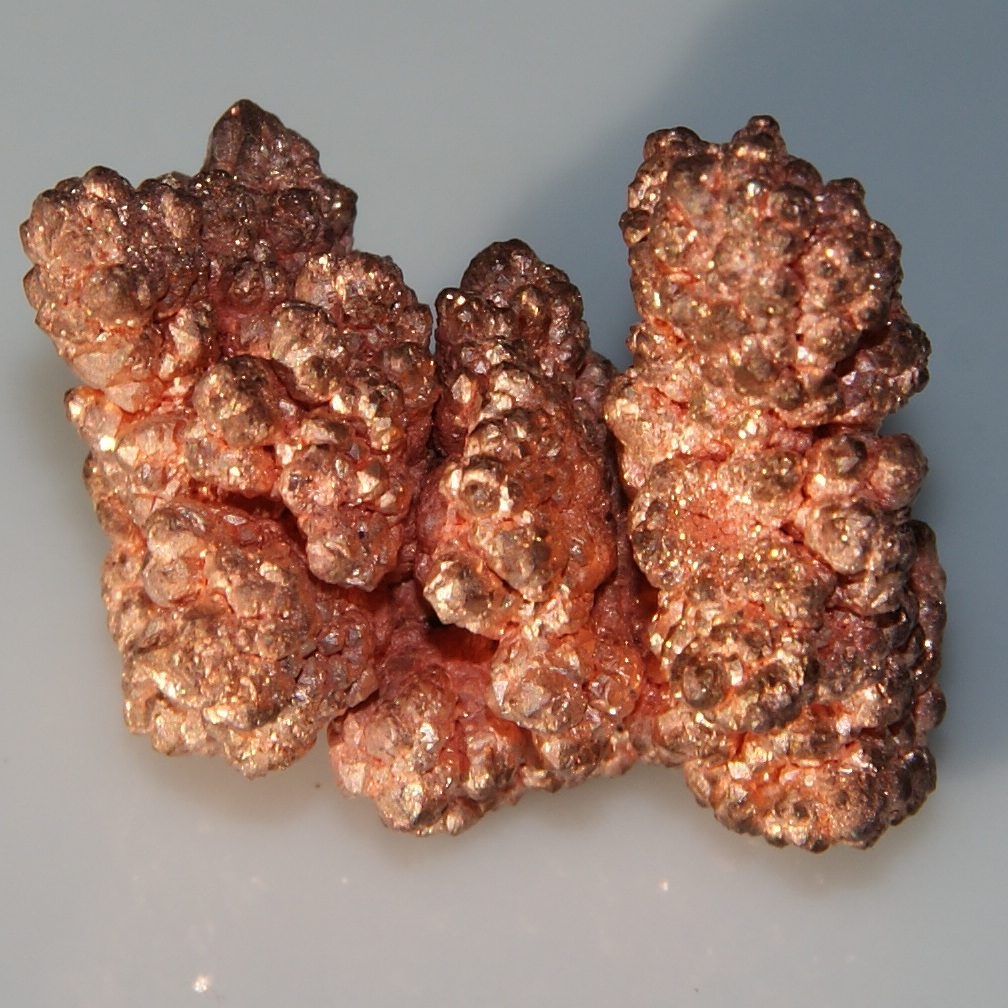
Кристаллы меди

- Чайское медно-никелевое месторождение находится в 70 км к северо-востоку от озера Байкал, в верховьях р. Чая (приток Лены), в 60 км восточнее Холоднинского свинцово-цинкового месторождения и в 70 км к северо-востоку от северной части озера Байкал. Кристаллы меди Чайское месторождение является частью перспективного никелевого пояса, по оценкам российских властей, содержит около 121,7 млн тонн руды никеля и меди[16]. Ресурсы Чайского месторождения оцениваются в 160 тыс. т. чистой меди. Неподалёку от месторождения проходит железная дорога (БАМ), проложены энергосети.
- Джидинское рудное поле расположено в юго-восточной части Джидинского синклинория Забайкальской складчатой области. Джидинский вольфрамово-молибденовый комбинат имени 60-летия СССР — предприятие по добыче иобогащению вольфрамовых руд на юго-западе Респ. Бурятия. Основной промышленный центр — г. Закаменск. Разработка месторождения начата в 1934 старательскими артелями с одновременным строительством объектов горно-обогатительного производства. В годы Великой Отечественной войны 1941-45 и до 1973 комбинат разрабатывал молибденовое (Первомайское) и вольфрамовое (Холтосонское) месторождения. С 1974 сырьевую базу составляют 2 вольфрамовых месторождения — жильное (Холтосон) и штокверковое (Инкур), отрабатываемые шахтой и карьером соответственно. Добыча вольфрама на Джидинском месторождении в г.Закаменск прекращена в 1998 г. в связи с экономическим кризисом[13].

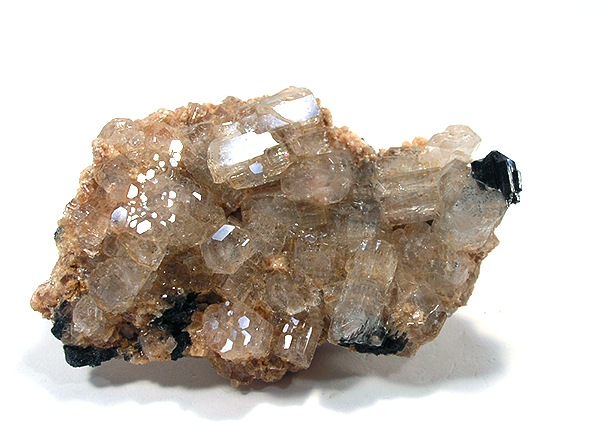
Кристалл берилла.

- В Кижингинском районе, около п. Новокижингинск, находится крупнейшее в России Ермаковское месторождение бериллия. Отличается уникально высокими содержаниями бериллия (более 1 %) и большим количеством бериллиевых минералов[14]. Это единственное в России месторождение бериллия, пригодное для рентабельного освоения, характеризуется благоприятными горнотехническими, гидрогеологическими условиями, лёгкостью обогащения руд и переработки концентратов, а также нахождением месторождения в легко доступном районе. Кристалл берилла. Среди известных бериллиевых месторождений крупного масштаба оно выделяется своими богатыми рудами. После его открытия в 1964 году, разведки и начала разработки (1975 г.) проблема со снабжением бериллием промышленности СССР была успешно решена[17]. Ермаковское месторождение отрабатывалось открытым способом с 1975 года, горные работы здесь были прекращены в 1989 году. Горнорудный карьер Ермаковского месторождения являлся градообразующим предприятием для пгт.Новокижингинск. В недрах сохранилось около 40 % разведанных запасов. Дальнейшее развитие проекта предполагает восстановление на Ермаковском месторождении горно-добывающего производства открытым способом с производительностью не менее 50 тыс. т.
- Ауникское бериллиевое месторождение (Баунтовский район) аналогично Ермаковскому минеральному типу, но с более низким содержанием оксида бериллия (0,4 %). В Восточном Саяне выявлено и опоисковано Снежное месторождение флюорит-берилл-фенакит-бертрандитовых руд с содержанием оксида до 1 %. Известны перспективные небольшие месторождения и проявления бериллиевых руд в Селенгинском районе — Урминское, в Кижингинском — Оротское[18].

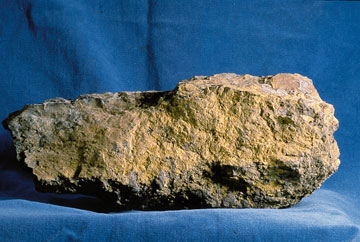
Руда урана

- Добыча урана в Бурятии ведётся в Баунтовском эвенкийском районе на месторождении Хиагда методом скважинного подземного выщелачивания.Руда урана На сегодняшний день ОАО «Хиагда» является самым молодым и перспективным предприятием в России, занимающимся добычей природного урана. С 1999 года предприятие ведёт опытно-промышленную добычу урана. В 2013 году на месторождении Хиагда произведено 440 т урана, что на 38 % превышает объём 2012 года. Минерально-сырьевая база урана на месторождении Хиагда составляет порядка 47 тыс. тонн. Хиагдинское месторождение по сложности геологического строения отнесено к 3-й группе. В России это самый трудный для освоения месторождений район, который отличается сплошной затаеженностью, частичной заболоченностью и суровым климатом с продолжительным периодом сильных морозов. В мировой практике отсутствует опыт использования скважинного подземного выщелачивания в таких геотемпературных условиях. Температура подземных вод в рудоносных горизонтах составляет −2-4°С. Средняя глубина залегания рудоносного горизонта 180 м, возраст руд — моложе 20 млн лет. После выхода к 2019 году на проектную мощность ОАО «Хиагда» планирует добывать до 1800 тонн урана в год[19].
- В 30 км юго-западнее от г. Улан-Удэ, Иволгинском районе, выявлено Халютинское месторождение стронциевых руд. Мощность рудного тела составляет до 80 м. Характерезуется значительными запасами стронцианита. Может быть отработано комбинированным способом—открытым и шахтным. Стронций — активный металл, и поэтому освоение данного месторождения требует серьёзной экологической экспертизы с точки зрения оценки воздействия на окружающую среду.

## Добыча неметаллических полезных ископаемых

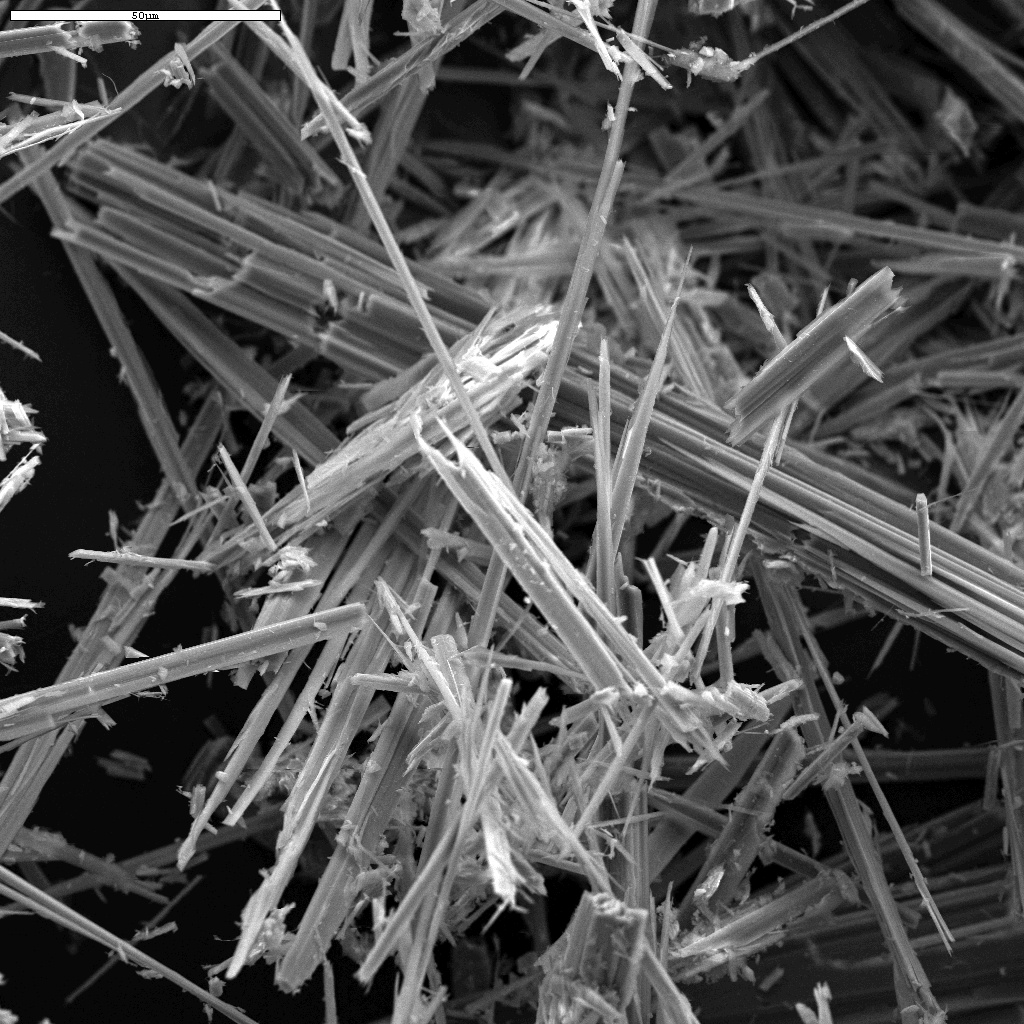
волокна асбеста

- Молодежное месторождение хризотил-асбеста расположено в Муйском районе Республики Бурятия на площади 0.74 км², на расстоянии в 25 км к юго-востоку от жел. дор. станции Таксимо. Месторождение было открыто в 1957 году при проведении геологической съёмки масштаба 1:200 000 партией ИГУ под руководством А. А. Малышева. По запасам это месторождение Муйского района Республики Бурятия относится к крупным (около 12 % активных запасов хризотил-асбеста России сосредоточено на этом месторождении), по содержанию текстильных сортов асбеста — к уникальным, не имеющим аналогов среди разрабатываемых месторождений. В эксплуатируемых месторождениях России содержание текстильных сортов очень низко, составляя в среднем менее 0,03 %, в то время как в высококачественных рудах Молодёжного месторождения их содержание свыше 1 %.

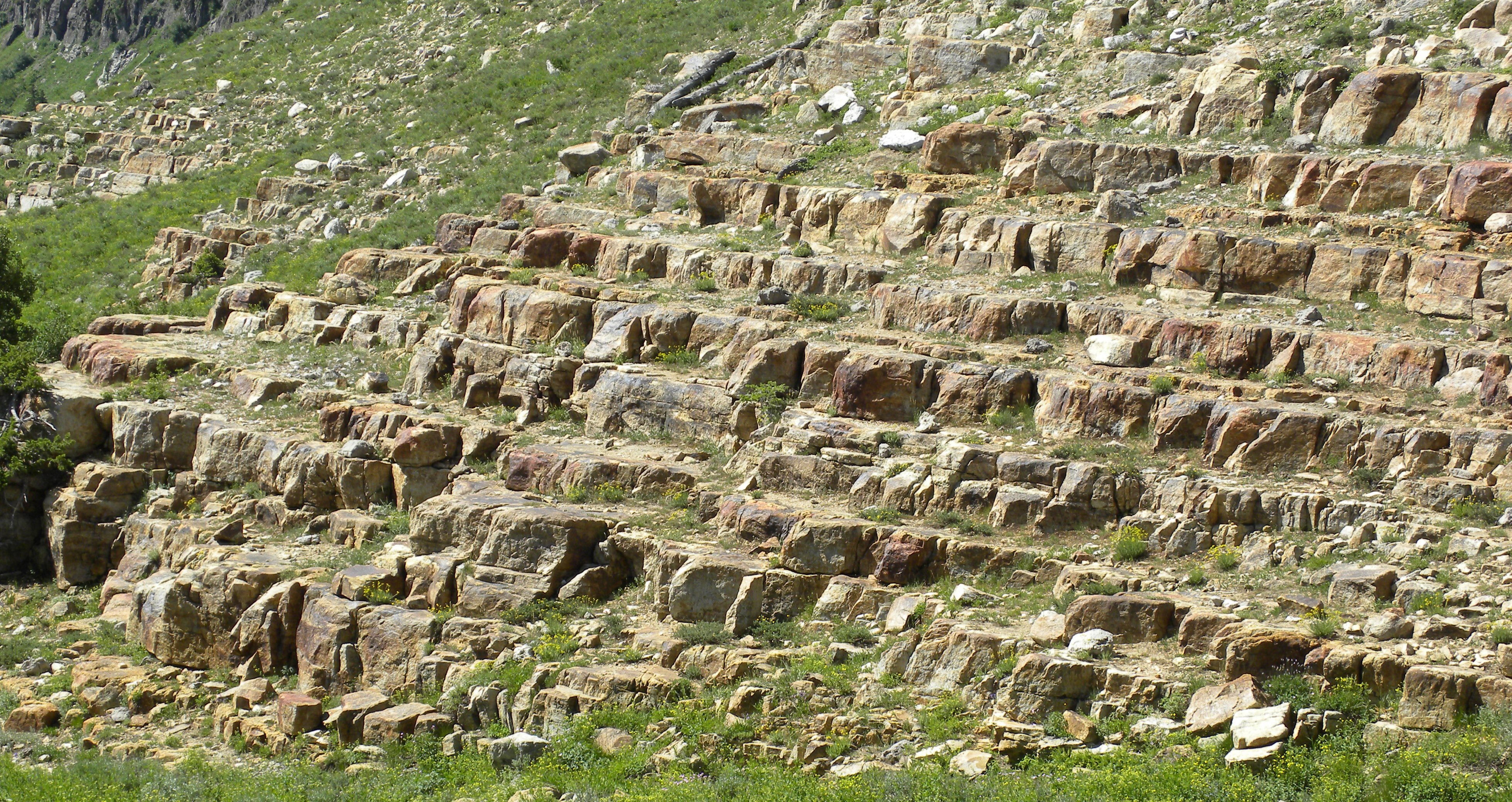
Кварцит

- Республика Бурятия располагает уникальной по запасам и чистоте сырьевой базой особо чистого кварца. На Черемшанском месторождении (Прибайкальский район) ведётся добыча кварцита, используемого для производства металлургического кремния на территории Иркутской области. Песчаники, образующие пласт, белые, мелкозернистые, плотные, массивные, сложенные на 99 % и более зёрнами кварца. Пласт прослежен на расстояние свыше 10 км, средняя мощность 52 м. В целом кварцевые песчаники месторождения представляют высококачественное сырьё, пригодное для производства листового, оптического, увиолевого и других ценных видов технических стёкол. Они пригодны также для получения металлического кремния, используемого для изготовления электронных приборов и солнечных батарей. Вредные примеси (в первую очередь оксиды железа и титана) в песчаниках сравнительно легко удаляются при обогащении. С 1992 года месторождение отрабатывается открытым способом ЗАО «Черемшанский кварцит». Основной продукцией горнодобывающего предприятия является кусковый кварцитовидный песчаник (фракция +20 — 120 мм), содержащий (%) оксиды кремния 99,2-99,6; железо до 0,14; алюминий до 0,40; кальций до 0,03[20].

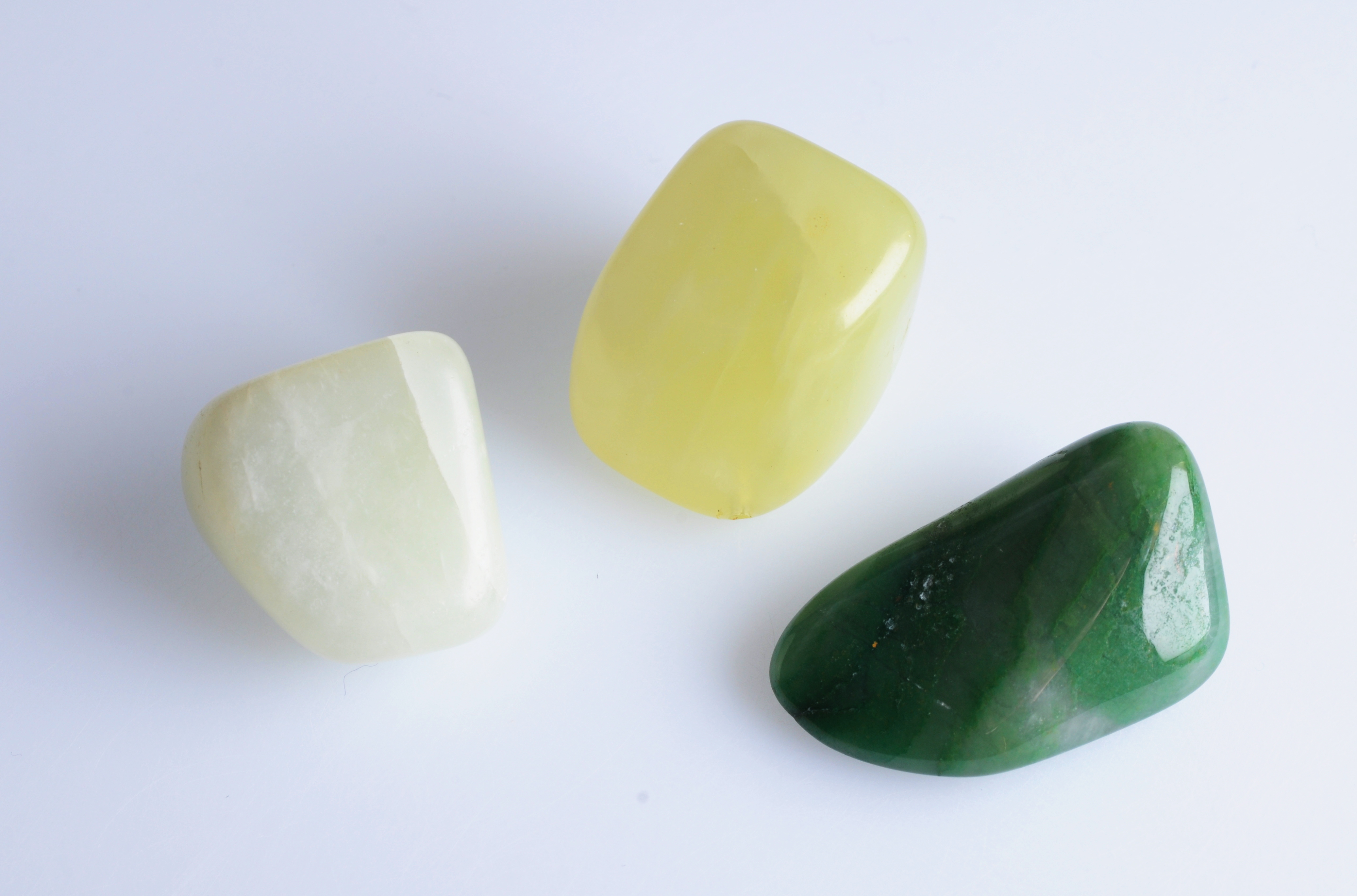
обработанный нефрит

- Начало добычи нефрита в России в промышленных масштабах связывается с работами Г. М. Пермикина в середине XIX века в Восточном Саяне. До этого весь нефрит поступавший на камнерезные предприятия России закупался за рубежом, находки его в стране (В. Сибири) носили случайный характер. Нефрит использовался ещё в неолите. Люди использовали его как камень для изготовления очень прочного оружия и орудий труда, позже — в качестве предметов и украшений. В Бурятии и Читинской области археологи находили нефритовые орудия труда как бронзового, так и каменного века. Нефрит (кит. 玉, yu; часто неточно переводится как яшма) высоко ценится китайцами, которые называют его «камнем жизни», он является их национальным камнем. Нефрит в Китае ценился порой выше золота и серебра, так как считалось, что этот камень приносит благополучие[21]. В период 40-60 гг. XX века добыча практически свёрнута и возобновляется в 1964 г. с началом планомерного изучения месторождений и попутной добычей этого сырья Нефритовой партией Иркутского геологического управления, а затем и специализированной Саяно-Байкальской геолого-разведочной экспедицией № 123 треста «Цветные камни», сначала в Восточном Саяне, а затем на территории всей Бурятии. Данные по этим работам носят приблизительный характер, так как кроме официальной добычи, вывозилось значительное количество материала опробования из разведочных выработок, где в составе валовых проб была существенная доля вмещающих пород. Вывоз на базу экспедиции нефрита-сырца составлял от 30 до 100 т, а в отдельные годы доходил до 500 т. Кроме того, если во времена СССР, ещё как-то можно было учесть суммарную добычу, проводимую различными организациями, то после 1990-х годов учёт только приблизительный, так как большая часть оборота камня осуществлялась на теневом рынке. И если объём сделок по светлоокрашенному нефриту можно проследить по экспортным контрактам, так как основным потребителем этого камня был Китай, то круг потребления зелёного нефрита намного шире. Зелёный нефрит, кроме поставок в Китай, Тайвань и другие страны Юго-Восточной Азии, направлялся в Европу, страны ближнего зарубежья (Украина), а также имел широкое внутрироссийское потребление[22].

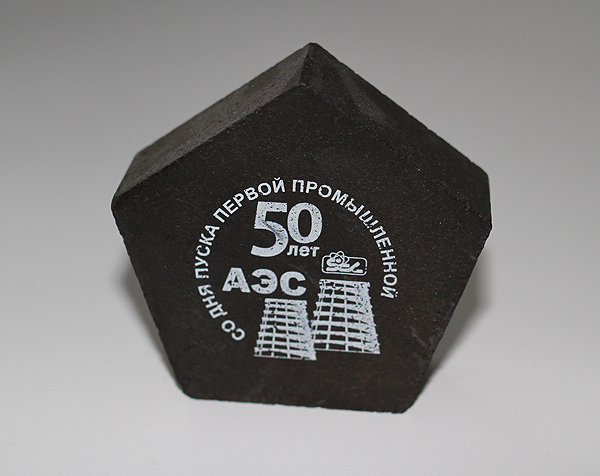
Сувенирный графитовый блок.

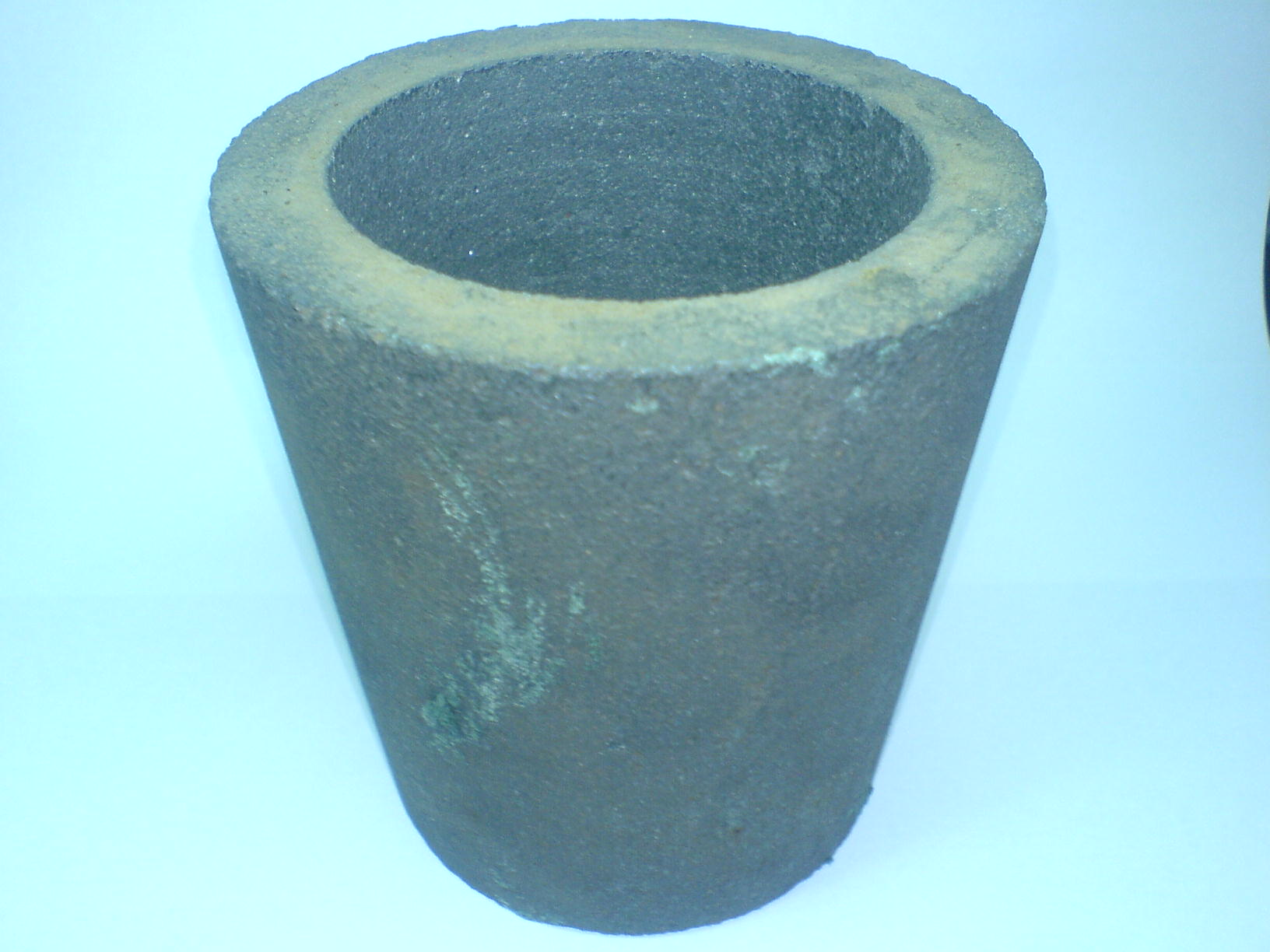
Графитовый тигель для плавки металла

- Графитовое оруденение в Бурятии установлено в промышленно значимых масштабах в 3 геолого-экономических районах: Восточно-Саянском, Центральном и Северо-Байкальском. Графит, благодаря своим уникальным свойствам, является необходимым в промышленности материалом. Он используется при изготовлении стержней для атомных электростанций. Кроме того, графит не боится высоких температур, а потому отлично подходит для изготовления тиглей для плавления и труб, которым приходится выдерживать температуру расплавленного металла. Графит применяется в электронике, в космических технологиях его применяют при создании дюз для ракет и электродов. Из графита производят синтетические алмазы, спектр применения которых очень широк. Ботогольское месторождение графита находится в Окинском районе. Его эксплуатация велась с середины XIX в. Проработал Ботогольский графитовый рудник до 1992 года, когда в условиях экономического кризиса и из-за практически полного отсутствия дорог и других средств коммуникации и крайне тяжёлых климатических условий добыча графита прекратилась. Сейчас, спустя 20 лет после его закрытия, появились условия для возрождения Ботогольского месторождения. В район месторождения проведены автомобильные дороги и электроснабжение. В графитовой руде Ботогольского месторождения обнаружили платину (примерно 0,2 грамма в тонне). По оценкам специалистов запасы Ботогольского месторождения составляют 6 миллионов тонн графита[23]. Боярское месторождение находится на северо-западном склоне хребта Хамар-Дабан, в 20 км к юго-востоку от железнодорожной станции Боярское. Укитканское проявление графита расположено в бассейне р. Туракчи (правый приток р. Баргузин), изучено на поисковой стадии. Бурлаковское проявление графита находится в левом борту долины р. Селенги в 40 км от озера Байкал. Улурское месторождение расположено в среднем течении р. Кабаньей в 25 км от берега оз. Байкал[24].
- В России самые крупные месторождения флюорита расположены в Забайкалье. На территории Бурятии разведаны и подготовлены к промышленному освоению Наранское, Эгитинское, Ара-Таширское, Хурайское, Хэлтэгэйское, Дабхарское месторождения флюорита (плавикового шпата). Общие запасы флюорита по республике — более 10 млн т. Флюорит используется в металлургии в качестве флюса, для формирования легкоплавких шлаков, для электрохимического производства алюминия. В химической промышленности из флюорита получают фтор и ряд фтористых соединений, плавиковую кислоту. В оптике—для изготовления линз, в керамике—для изготовления эмалей и глазурей. Кристаллы флюорита с примесями редкоземельных элементов могут быть применены в квантовых генераторах света. В Бурятии действует Кяхтинский плавиково-шпатовый рудник (производство—150 тыс. т. руды в год и 36 тыс. т концентрата марок ФФ92-ФФ95)[24].